# Carlito's Way: Rise to Power
 Carlito's Way: Rise to Power és un vídeofilm estatunidenc de Michael Bregman tret en DVD el 2005. És la continuació, en forma de preqüela, de la pel·lícula Carlito's Way de Brian De Palma estrenada el 1993 amb Al Pacino. La pel·lícula és adaptació de la novel·la d'Edwin Torres, Carlito's Way.

## Argument
En els anys 1960, Earl, Rocco i Carlito intenten controlar el seu imperi criminal des d'una presó de Nova York. A la seva sortida, intentaran controlar el tràfic de drogues a Harlem. Però la competència és dura entre la família italiana Bottolota i els gàngsters afroestatunidencs dirigits per Hollywood Nicky....

## Repartiment
- Jay Hernandez: Carlito Brigante
- Mario Van Peebles: Earl
- Luis Guzmán: Nacho Reyes
- Sean J. Combs: Hollywood Nicky
- Michael Kelly: Rocco
- Giancarlo Esposito: Little Jeff
- Jaclyn DeSantis: Leticia
- Burt Young: Artie Bottolota Sr.
- Domenick Lombardozzi: Artie Bottolota, Jr.
- Stu 'Large' Riley: Tiny
- Chuck Zito: Buck
- Ramón Rodríguez: Angel Rodriguez

## Al voltant de la pel·lícula
- Luis Guzmán, que fa aquí de Nacho Reyes, tenia el paper de Pachanga a Carlito's Way.[2]